# Nirmalidada
Nirmalidada (nep. निर्मलीडाँडा लामाखु) – gaun wikas samiti we wschodniej części Nepalu w strefie Sagarmatha w dystrykcie Khotang. Według nepalskiego spisu powszechnego z 2001 roku liczył on 402 gospodarstw domowych i 2124 mieszkańców (1084 kobiet i 1040 mężczyzn).